# Ема Корин
Ема-Луиз Корин (енгл. Emma-Louise Corrin; Ројал Танбриџ Велс, 13. децембар 1995) амерички је глумац.

## Биографија
Дете је предузетника Криса Корина и логопеда Џулијет Корин из Јужноафричке Републике. Има два млађа брата — Ричарда и Џонтија. Живе на селу у Кенту.

## Приватни живот
У јулу 2022. излази из ормара као квир, те додаје заменице „they/them” преко свог Instagram налога. У интервјуу за The New York Times говори о небинарности. Исте године постаје прва небинарна особа која се појавила на насловној страни часописа Vogue.

## Филмографија

### Филм
| Улоге  |                       |               |               |             |
| Година | Српски назив          | Изворни назив | Улога         | Напомена    |
| 2017.  |                       |               | Мика          |             |
| 2018.  |                       |               | Бет           | кратки филм |
| 2020.  | Независне             |               | Џилијан Џесуп |             |
| 2022.  | Мој полицајац         |               | Марион Тејлор |             |
| 2022.  | Љубавник леди Четерли |               | леди Четерли  |             |
| 2024.  | Дедпул и Вулверин     |               | Касандра Нова |             |
| 2024.  | Носферату             |               | Ана Хардинг   |             |

### Телевизија
| Улоге  |              |               |                           |                            |
| Година | Српски назив | Изворни назив | Улога                     | Напомена                   |
| 2019.  |              |               | Естер Картер              | 1 епизода                  |
| 2019.  | Пениворт     |               | Есме Виникус              | споредна улога (1. сезона) |
| 2020.  | Круна        |               | Дајана, принцеза од Велса | главна улога (4. сезона)   |